# Хитатинака
Хитатинака (яп. ひたちなか市 Хитатинака-си) — город в Японии, находящийся в префектуре Ибараки. Площадь города составляет 99,07 км², население — 156 605 человек (1 августа 2014), плотность населения — 1580,75 чел./км².

## Географическое положение
Город расположен на острове Хонсю в префектуре Ибараки региона Канто. С ним граничат города Мито, Нака, посёлок Оараи и село Токай.

## Население
Население города составляет 156 605 человек (1 августа 2014), а плотность — 1580,75 чел./км². Изменение численности населения с 1980 по 2005 годы:
| 1980 | 125 945 чел. |  |
| 1985 | 135 774 чел. |  |
| 1990 | 142 402 чел. |  |
| 1995 | 146 750 чел. |  |
| 2000 | 151 673 чел. |  |
| 2005 | 153 639 чел. |  |

## Символика
Деревом города считается гинкго, цветком — Nipponanthemum nipponicum, птицей — Cettia diphone.

## Национальный приморский парк Хитачи
Занимает территорию площадью в 120 га. Был основан в 1991 году на месте американской базы.
Многие из цветов, произрастающих в парке, цветут круглый год. Есть зоопарк, луна-парк, бассейн, чёртово колесо.

## Города-побратимы
- Насусиобара, Япония (1990)
- Исиномаки, Япония (1996)